# Katy Perry: Play
Play (stylizováno jako ᑭᒪᗩY) byla koncertní rezidence americké zpěvačky Katy Perry, která koná v Resorts World Las Vegas, Las Vegas, USA. První show se uskutečnila 29. prosince 2021. Rezidence skončila po skoro dvou letech 4. listopadu 2023. Jednalo se o první koncertní rezidenci zpěvačky.
V únoru 2022 Billboard oznámil první sada dat účasti a příjmů, kdy z osmi ohlášených koncertů vydělala 6,98 milionů dolarů a v tomto časovém období přilákala 32 tisíc diváků. Díky těmto výdělků dosáhla na vrchol žebříčku Artist Power Index (APX) od Pollstar.

## Pozadí a vývoj

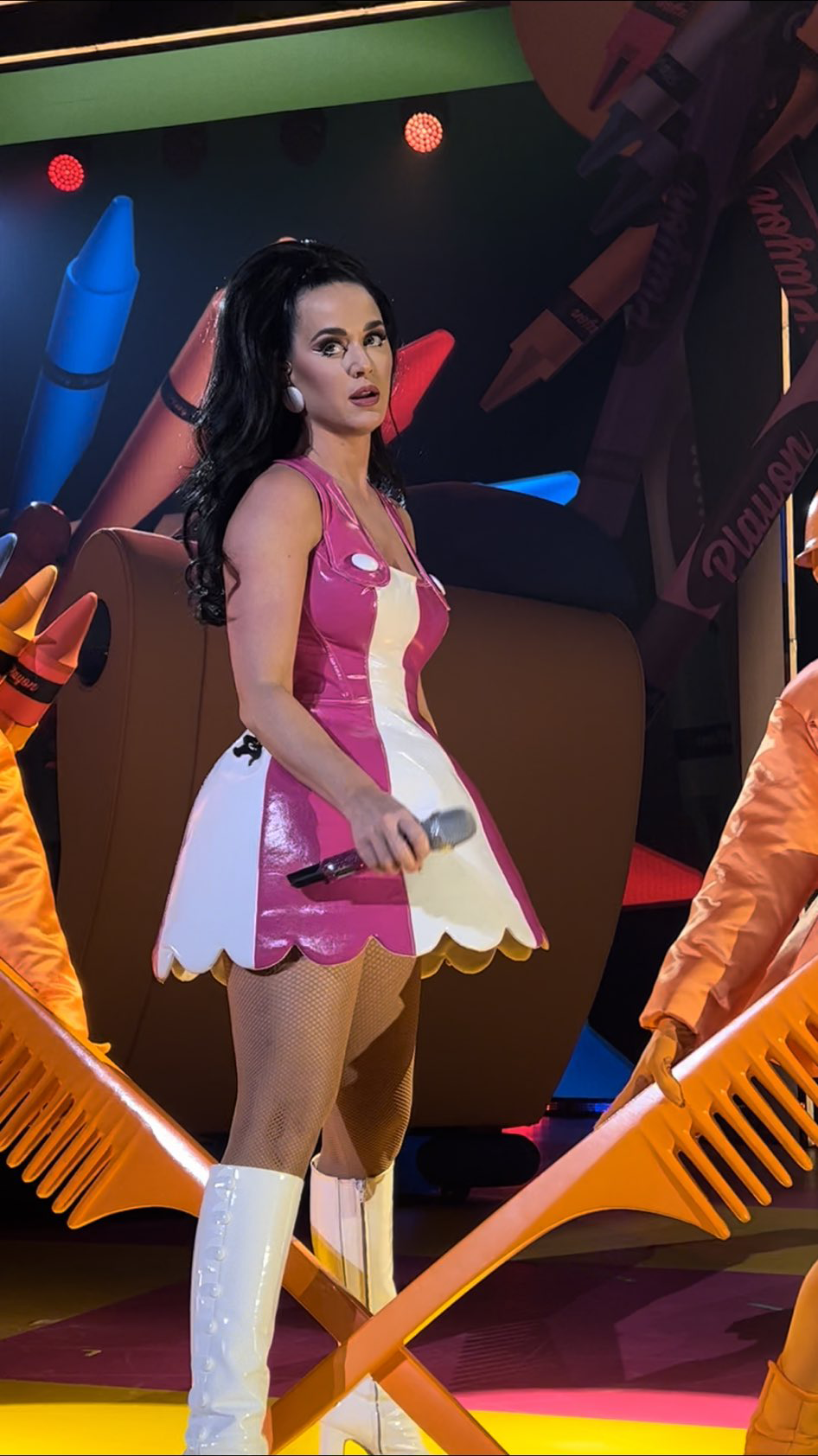
Katy Perry při písničce „Not the End of the World“

Resorts World Las Vegas v dubnu 2021 zveřejnilo promo video, ve kterém lákalo na připravované účinkující jako Luke Bryana, Céline Dion nebo Zedda včetně Katy Perry. 12. května 2021 Perry oznámila rezidenci pojmenovanou Play a zároveň zveřejnila první data koncertů. První je plánovaný na 29. prosince 2021. O pár dní později přidala další koncerty v březnu 2022. V rozhovoru pro Out se zmínila, že velký vliv na vznik show měly filmy z 90. let jako Miláčku, zmenšil jsem děti, PeeWee's Playhouse a Pee-Weeho velké dobrodružství. Perry rovněž zmínila, že jak je tahle show oproti těm předchozím jedinečná, konkrétně řekla:
„Bude to hostina jak pro uši, tak i oči a je to prostě to nejvtipnější, co jsem za svůj život během zkoušek zažila. Moji spolutvůrci a spolupracovníci a tanečníci a kapela, všichni byli prostě 'To je ten nejšílenější nápad vůbec.'“
Perry odhalila setlist rezidence 28. prosince 2021, den před prvním koncertem rezidence, na svých sociálních sítích. 27. ledna 2022 Perry prodloužila rezidenci o dalších 16 koncertů v červnu a srpnu. Násled 1. června 2022 Perry oznámila dalších 8 koncertů v říjnu téhož roku.

## Odezva kritiky
Mark Gray z Rolling Stone ohodnotil show pozitivně, když uvedl, že „produkce byla větší než život“ a že „ta show je typická Perry, která se oddává emotivní, vrcholové, nevyzpytatelné, divoké a dokonce kýčovité show během 95 minut“. Melinda Sheckells z Billboard rovněž poziitivně ohodnotila show, když uvedla, že „Perry zanechala nezapomenutelnou stopu ve Vegas před vyprodaným 5,000 publikem řvoucích KatyCats zahrnující všechny věkové kategorie“. Dále uvedla, že „"'Perry Playland' přenáší obecenstvo do jiné dimenze plné duhy, konfet ve tvaru srdce a objektů z domácnosti větších než život. Částečně je to fantazie, částečně halucinace a částečně do detailu promyšlená přehlídky tradiční střelenosti Perry“.

## Setlist
Tento setlist se vztahuje k prvnímu koncertu konanému 29. prosince 2021.
Akt 1: Henry the Horror
1. „E.T.“
2. „Chained to the Rhythm“
3. „Dark Horse“
4. „Not the End of the World“

Akt 2: Flushed
1. „California Gurls“
2. „Hot n Cold“ / „Last Friday Night (T.G.I.F.)“
3. „Waking up in Vegas“

Akt 3: Eat Me
1. „Bon Appétit“
2. „Daisies“
3. „I Kissed a Girl“

Akt 4: Trashun
1. „Lost“ / „Part of Me“ / „Wide Awake“
2. „Never Really Over“
3. „Swish Swish“
4. „When I'm Gone“ / „Walking on Air“

Akt 5: Perry Playland
1. „Teenage Dream“
2. „Smile“
3. „Roar“

Přídavek
1. „The Greatest Love of All“
2. „Firework“

## Seznam koncertů

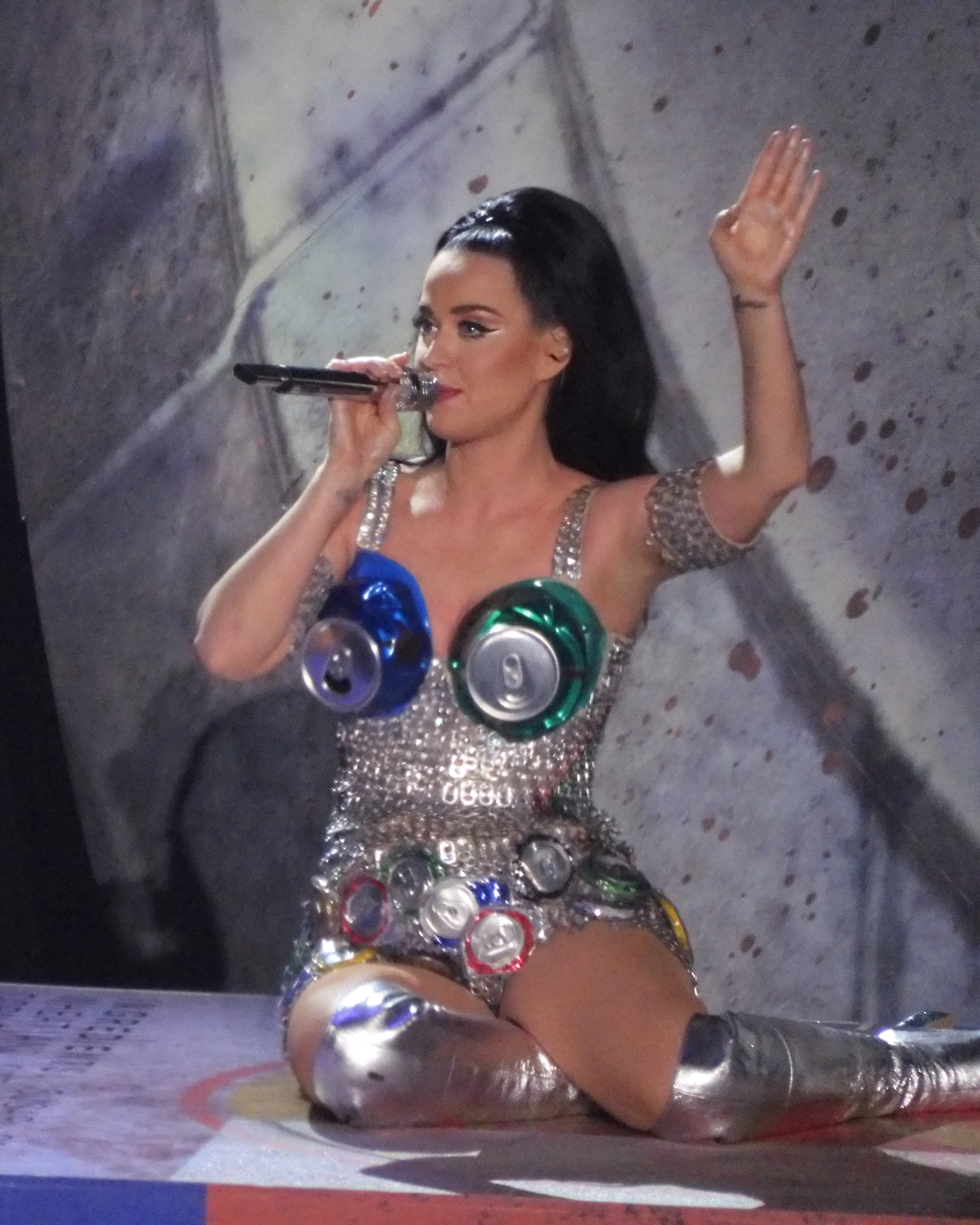
Katy Perry během „Walking on Air“

| Datum             | Účast       | Příjem      |
| První etapa       | První etapa | První etapa |
| ----------------- | ----------- | ----------- |
| 29. prosince 2021 | 31,933      | $6,980,296  |
| 31. prosince 2021 | 31,933      | $6,980,296  |
| 1. ledna 2022     | 31,933      | $6,980,296  |
| 7. ledna 2022     | 31,933      | $6,980,296  |
| 8. ledna 2022     | 31,933      | $6,980,296  |
| 12. ledna 2022    | 31,933      | $6,980,296  |
| 14. ledna 2022    | 31,933      | $6,980,296  |
| 15. ledna 2022    | 31,933      | $6,980,296  |
| Druhá etapa       |             |             |
| 2. března 2022    | 29,615      | $5,378,828  |
| 4. března 2022    | 29,615      | $5,378,828  |
| 5. března 2022    | 29,615      | $5,378,828  |
| 11. března 2022   | 29,615      | $5,378,828  |
| 12. března 2022   | 29,615      | $5,378,828  |
| 16. března 2022   | 29,615      | $5,378,828  |
| 18. března 2022   | 29,615      | $5,378,828  |
| 19. března 2022   | 29,615      | $5,378,828  |
| Třetí etapa       |             |             |
| 27. května 2022   | 26,097      | $4,030,262  |
| 28. května 2022   | 26,097      | $4,030,262  |
| 29. května 2022   | 26,097      | $4,030,262  |
| 3. června 2022    | 26,097      | $4,030,262  |
| 4. června 2022    | 26,097      | $4,030,262  |
| 8. června 2022    | 26,097      | $4,030,262  |
| 10. června 2022   | 26,097      | $4,030,262  |
| 11. června 2022   | 26,097      | $4,030,262  |
| Čtvrtá etapa      |             |             |
| 29. července 2022 | 30,398      | $4,385,183  |
| 30. července 2022 | 30,398      | $4,385,183  |
| 3. srpna 2022     | 30,398      | $4,385,183  |
| 5. srpna 2022     | 30,398      | $4,385,183  |
| 6. srpna 2022     | 30,398      | $4,385,183  |
| 10. srpna 2022    | 30,398      | $4,385,183  |
| 12. srpna 2022    | 30,398      | $4,385,183  |
| 13. srpna 2022    | 30,398      | $4,385,183  |
| Pátá etapa        |             |             |
| 5. října 2022     | 28,596      | $4,003,754  |
| 7. října 2022     | 28,596      | $4,003,754  |
| 8. října 2022     | 28,596      | $4,003,754  |
| 14. října 2022    | 28,596      | $4,003,754  |
| 15. října 2022    | 28,596      | $4,003,754  |
| 19. října 2022    | 28,596      | $4,003,754  |
| 21. října 2022    | 28,596      | $4,003,754  |
| 22. října 2022    | 28,596      | $4,003,754  |
| Šestá etapa       |             |             |
| 15. února 2023    | 32,257      | $4,333,024  |
| 17. února 2023    | 32,257      | $4,333,024  |
| 18. února 2023    | 32,257      | $4,333,024  |
| 22. února 2023    | 32,257      | $4,333,024  |
| 24. února 2023    | 32,257      | $4,333,024  |
| 25. února 2023    | 32,257      | $4,333,024  |
| 3. března 2023    | 32,257      | $4,333,024  |
| 4. března 2023    | 32,257      | $4,333,024  |
| Sedmá etapa       |             |             |
| 5. dubna 2023     | 25,914      | $3,527,869  |
| 7. dubna 2023     | 25,914      | $3,527,869  |
| 8. dubna 2023     | 25,914      | $3,527,869  |
| 12. dubna 2023    | 25,914      | $3,527,869  |
| 14. dubna 2023    | 25,914      | $3,527,869  |
| 15. dubna 2023    | 25,914      | $3,527,869  |
| Osmá etapa        |             |             |
| 12. května 2023   | 26,981      | $3,477,609  |
| 13. května 2023   | 26,981      | $3,477,609  |
| 17. května 2023   | 26,981      | $3,477,609  |
| 19. května 2023   | 26,981      | $3,477,609  |
| 20. května 2023   | 26,981      | $3,477,609  |
| 24. května 2023   | 26,981      | $3,477,609  |
| 27. května 2023   | 26,981      | $3,477,609  |
| 28. května 2023   | 26,981      | $3,477,609  |
| Devátá etapa      |             |             |
| 28. července 2023 | 34,570      | $4,414,537  |
| 29. července 2023 | 34,570      | $4,414,537  |
| 2. srpna 2023     | 34,570      | $4,414,537  |
| 4. srpna 2023     | 34,570      | $4,414,537  |
| 5. srpna 2023     | 34,570      | $4,414,537  |
| 9. srpna 2023     | 34,570      | $4,414,537  |
| 11. srpna 2023    | 34,570      | $4,414,537  |
| 12. srpna 2023    | 34,570      | $4,414,537  |
| Desátá etapa      |             |             |
| 4. října 2023     | 42,655      | $5,939,034  |
| 6. října 2023     | 42,655      | $5,939,034  |
| 7. října 2023     | 42,655      | $5,939,034  |
| 11. října 2023    | 42,655      | $5,939,034  |
| 13. října 2023    | 42,655      | $5,939,034  |
| 14. října 2023    | 42,655      | $5,939,034  |
| 31. října 2023    | 42,655      | $5,939,034  |
| 1. listopadu 2023 | 42,655      | $5,939,034  |
| 3. listopadu 2023 | 42,655      | $5,939,034  |
| 4. listopadu 2023 | 42,655      | $5,939,034  |
| Celkově:          | 309,016     | $46,470,396 |